# 鲍里斯·舒米林
鲍里斯·吉洪诺维奇·舒米林（俄语：Борис Тихонович Шумилин，1922年5月25日—2003年5月15日），苏联内务部门领导人，上将军衔，曾参与苏德战争。1956年匈牙利革命后负责参与对匈牙利领导人纳吉·伊姆雷的审理。

## 生平
1922年，出生。
1940年，入伍。
1943年，入党。
1965年，任白俄罗斯内务部长。
1967年，任苏联内务部副部长。
1986年，任苏联退伍军人委员会主席。
1990年，任俄罗斯联邦内务机构和内务部队退伍军人委员会主席。
1996年，任全俄游击队、地下工作者和反法西斯抵抗运动参与者委员会主席。
2003年，去世。